# Коржаков, Александр Васильевич
Алекса́ндр Васи́льевич Коржако́в (род. 31 января 1950, Москва) — сотрудник органов государственной безопасности СССР, начальник охраны Бориса Ельцина (впоследствии начальник Службы безопасности Президента Российской Федерации), депутат Государственной Думы Федерального Собрания Российской Федерации (1997—2011). Генерал-лейтенант запаса.
Автор книг «Борис Ельцин: от рассвета до заката», «Борис Ельцин: от рассвета до заката. Послесловие», «Бесы 2.0. А цари-то ненастоящие!».

## Биография
Родился 31 января 1950 года в Москве. 
Отец, Василий Капитонович Коржаков (1920—1986), участник советско-финской и Великой Отечественной войн, награждён медалью «За отвагу», после войны работал в Москве на Трёхгорной мануфактуре сначала рабочим, а потом мастером цеха. 
Мать, Екатерина Никитична Коржакова (7 декабря 1922 — 5 февраля 2018), ткачиха «Трёхгорки», происходила из старинного гуслицкого села Молоково, где впоследствии сам А. В. Коржаков построил свой загородный дом.
Учился в московской школе на Красной Пресне, увлекался спортом. После школы в 1967—1968 годах работал слесарем механосборочных работ второго разряда на Московском электромеханическом заводе памяти Революции 1905 года. Заочно учился в Московском энергетическом институте, но, не окончив его, был призван на срочную службу в Советскую Армию.
Службу в Советской Армии проходил в 1969—1970 годах в Кремлёвском полку. В 1970—1989 годах работал в Девятом управлении КГБ СССР, занимавшемся охраной высших партийных и государственных деятелей. По собственным утверждениям, был неоднократным чемпионом КГБ по стрельбе.
В 1971 году вступил в КПСС. Был членом партбюро подразделения и членом комитета комсомола Девятого управления КГБ.
В 1980 году окончил Всесоюзный юридический заочный институт.
В 1981—1982 годах служил в Афганистане. Почти два года он охранял лидера страны Бабрака Кармаля. По возвращении Коржакова взяли уже в личную охрану первого секретаря ЦК КПСС Юрия Андропова.
В 1985 году стал одним из трёх телохранителей первого секретаря Московского городского комитета КПСС Бориса Ельцина. Поддерживал дружеские отношения с Ельциным и после его отставки, последовавшей в результате решений, прошедшего в октябре 1987 года пленума ЦК КПСС.
В 1989 году был уволен из рядов КГБ на пенсию «по возрасту и состоянию здоровья» (на самом деле — за поддержку Б. Ельцина, а плохое состояние здоровья он симулировал ради добавки к пенсии). В том же году подал заявление о выходе из КПСС, и был исключён «за неуплату членских взносов».

### От КГБ до увольнения со службы
После увольнения из КГБ недолго (и формально) работал телохранителем председателя кооператива «Пластик», а также ещё в нескольких коммерческих структурах. На самом деле — охранял опального Б. Н. Ельцина. После избрания Б. Н. Ельцина депутатом перешёл на работу в приёмную председателя Комитета Верховного Совета СССР по вопросам строительства и архитектуры (Б. Н. Ельцина). Затем служил в личной охране Ельцина.
В 1990 году, когда Ельцин был избран председателем Верховного Совета РСФСР, Коржакова назначили начальником отдела безопасности председателя ВС.

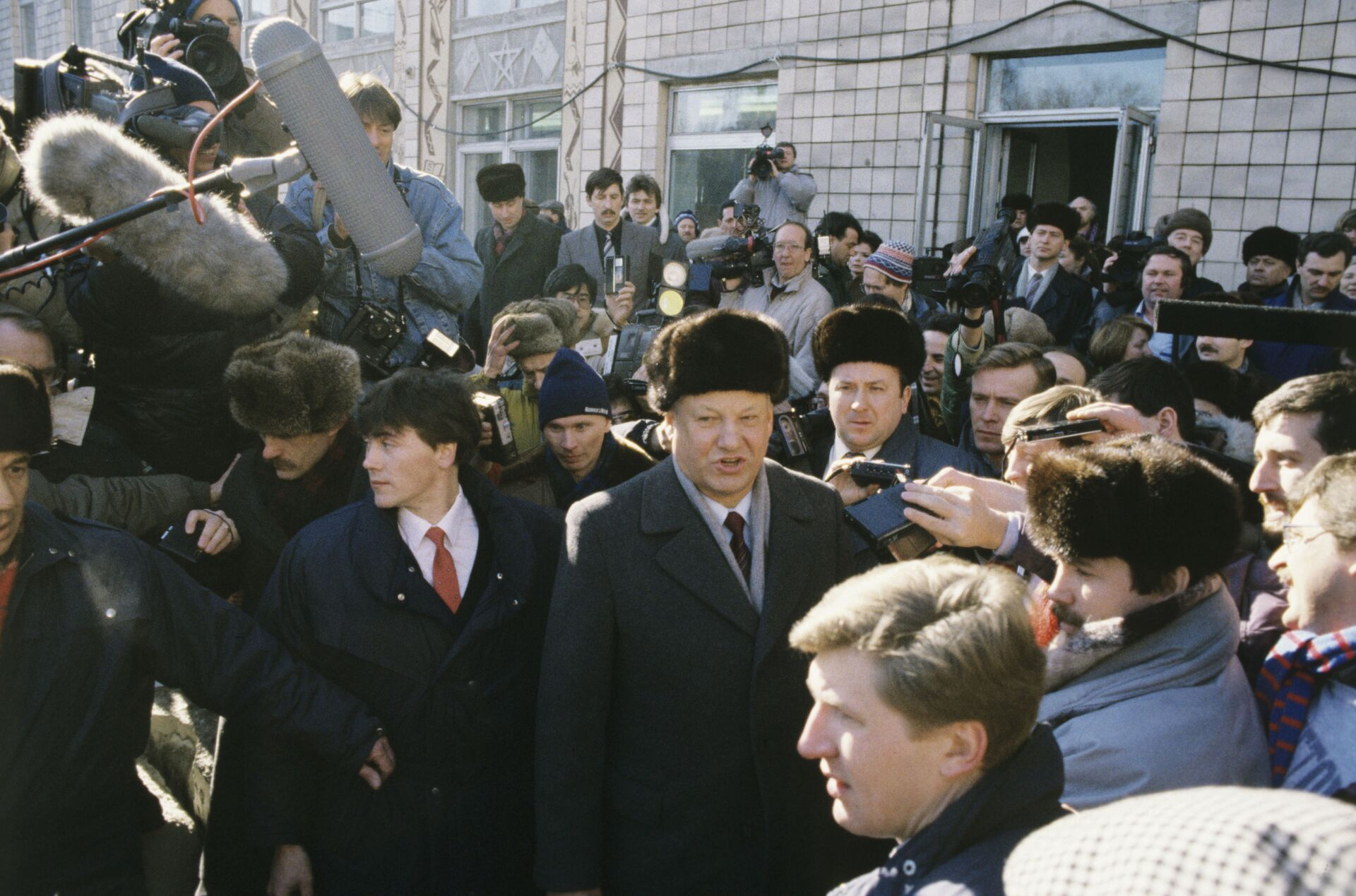
Борис Ельцин и Александр Коржаков (в центре), во время проведения Референдумов о будущем СССР и введении поста Президента РСФСР 1991 года

После избрания Ельцина президентом РСФСР в 1991 году, стал начальником Службы безопасности президента (СБП), первым заместителем начальника Главного управления охраны России.
Бывший сотрудник Службы безопасности Президента РФ Денис Храмцов вспоминал, что благодаря близости Коржакова к Ельцину «СБП пользовалась приоритетным вниманием Кремля и в плане финансирования, и в политическом отношении».
В 1992 году Коржакову было присвоено звание генерал-майора.
В 1993 году провёл комплектацию штата СБП и ГУО высококлассными специалистами. В октябре 1993 года лично арестовывал Хасбулатова и Руцкого. По утверждению некоторых сторонников разогнанного парламента, Коржаков уже после вывода пленных на лестницу Дома Советов публично требовал расстрела защитников парламента: «У меня приказ — ликвидировать всех, кто в форме!».
Сам же Коржаков в своей книге «От рассвета до заката» говорит, что отпустил всех домой.
Как вспоминает Коржаков, когда в декабре 1994 года Борису Ельцину не понравилось, как НТВ освещало войну в Чечне, тот приказал ему разобраться с владельцем телекомпании Владимиром Гусинским. После этого в офис к Гусинскому (бывшее здание СЭВа напротив Белого дома) нагрянули сотрудники Главного управления охраны РФ из спецподразделения по охране президента, и Гусинскому пришлось ненадолго уехать в Лондон. Факт давления на телекомпанию со стороны президентских структур России подтверждает в своих воспоминаниях и сам Гусинский.
В июле 1995 года, с назначением Михаила Барсукова директором Федеральной службы безопасности, Главное управление охраны во главе с новым начальником ГУО Юрием Крапивиным было переподчинено Службе Безопасности Президента, а Коржаков, соответственно, перестал быть первым заместителем начальника ГУО.
23 марта 1996 года вошёл в состав предвыборного штаба Б. Ельцина. В мае того же года был назначен первым помощником Президента Российской Федерации — начальником Службы Безопасности Президента Российской Федерации.
По мнению Дениса Храмцова, Коржаков «был больше бизнесмен, чем силовик… Фактически можно сказать, что Коржаков преследовал какие-то свои коммерческие цели. У меня даже возникало мнение, что в определённых ситуациях, как, например, при штурме нашим подразделением „Мост-банка“, это были исключительно разборки финансового плана».
20 июня 1996 года был уволен со всех постов в результате скандала, возникшего в ходе дела о «коробке из-под ксерокса» в ходе предвыборной кампании Б. Ельцина. Как упомянула об этом Татьяна Юмашева:

По неадекватной реакции на историю, связанную с коробкой из-под ксерокса, я поняла, что у людей полная каша в голове по этому поводу… Потому, что ложь, которую в своё время вбросил Коржаков, некоторая часть наивной публики по-прежнему воспринимает за чистую монету.

Через несколько месяцев вступил в политический альянс с Александром Лебедем.
15 сентября 1998 года был уволен с военной службы. В этот период активно общался с прессой. Западные СМИ реагировали на сенсационные заявления российского ньюсмейкера:

Бывший начальник Службы безопасности президента РФ Коржаков заявил журналистам, что Березовский уговаривал его убить Владимира Гусинского, Юрия Лужкова, Иосифа Кобзона и Сергея Лисовского (газета «Новый Взгляд», 19 октября 1996 года)

 Сам Борис Березовский отметил следующее: 

Коржаков предал всех, с кем имел серьёзные отношения, и прежде всего, конечно, первого президента России, однако потребности в мщении я не испытываю, да и как личность он для меня не существует

### Депутат ГД РФ

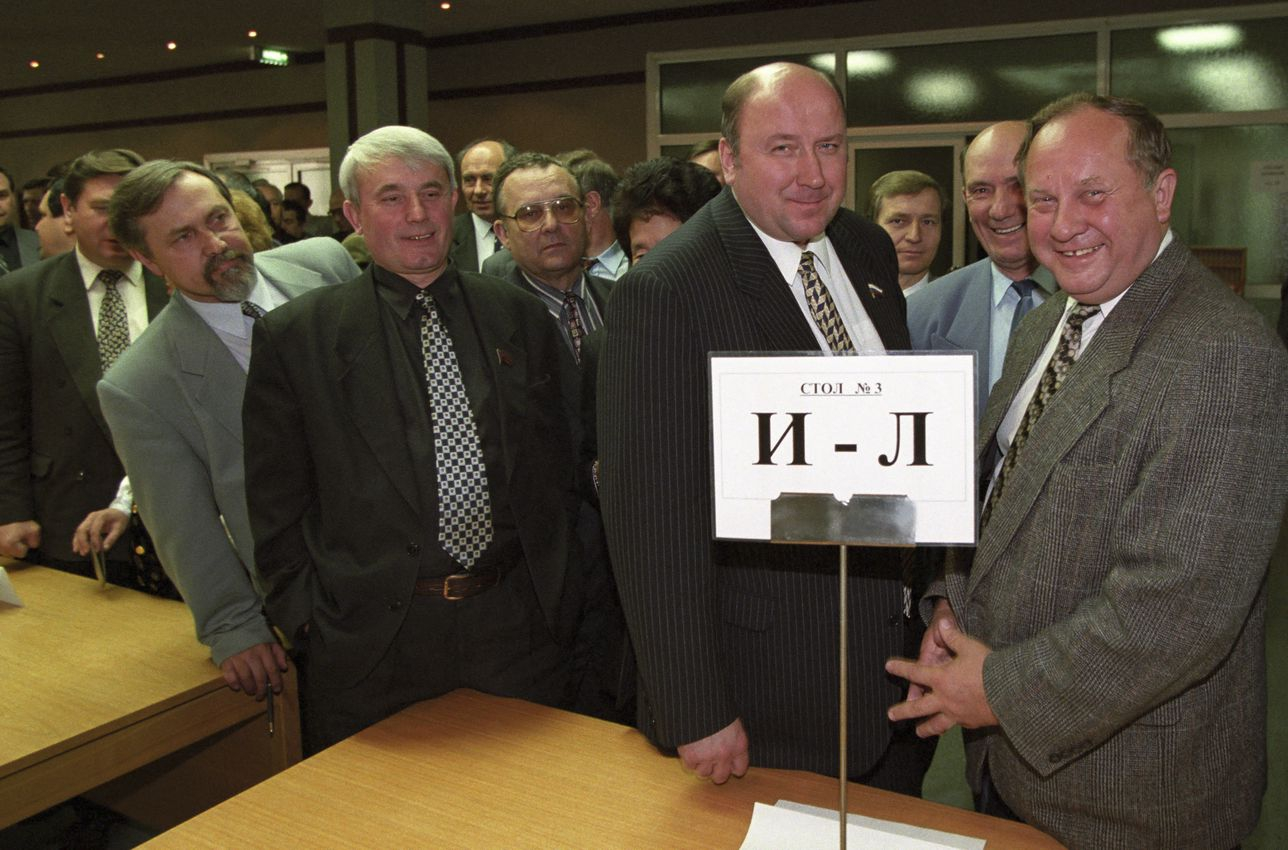
Депутат Государственной Думы Александр Коржаков во время голосования об импичменте Президенту России Б.Н.Ельцину. 15 мая 1999 года

В феврале 1997 года был избран депутатом Государственной думы по Тульскому избирательному округу № 176, набрав 26,3 % голосов. В 1997 году опубликовал ставшие скандально известными воспоминания «Борис Ельцин: от рассвета до заката» (М., 1997), в которых критиковал окружение Б. Ельцина, в том числе и его семью, но практически не задевал самого Ельцина.
С января 2000 года — член депутатской фракции «Отечество — Вся Россия», заместитель председателя Комитета Государственной думы по обороне, член комиссии по рассмотрению расходов федерального бюджета, направленных на обеспечение обороны и государственной безопасности Российской Федерации. Перешёл во фракцию партии «Единая Россия» и оставался в ней до конца депутатской деятельности.
С декабря 2003 года — заместитель председателя Комитета Государственной думы по обороне от фракции «Единая Россия».
27 июля 2004 года представил свою вторую книгу о первом президенте России «Борис Ельцин: от рассвета до заката. Послесловие».
С декабря 2007 года — член Комитета Государственной думы по обороне от фракции «Единая Россия».
В 2011 году Александр Коржаков завершил свою депутатскую деятельность.

### Неполитическая занятость

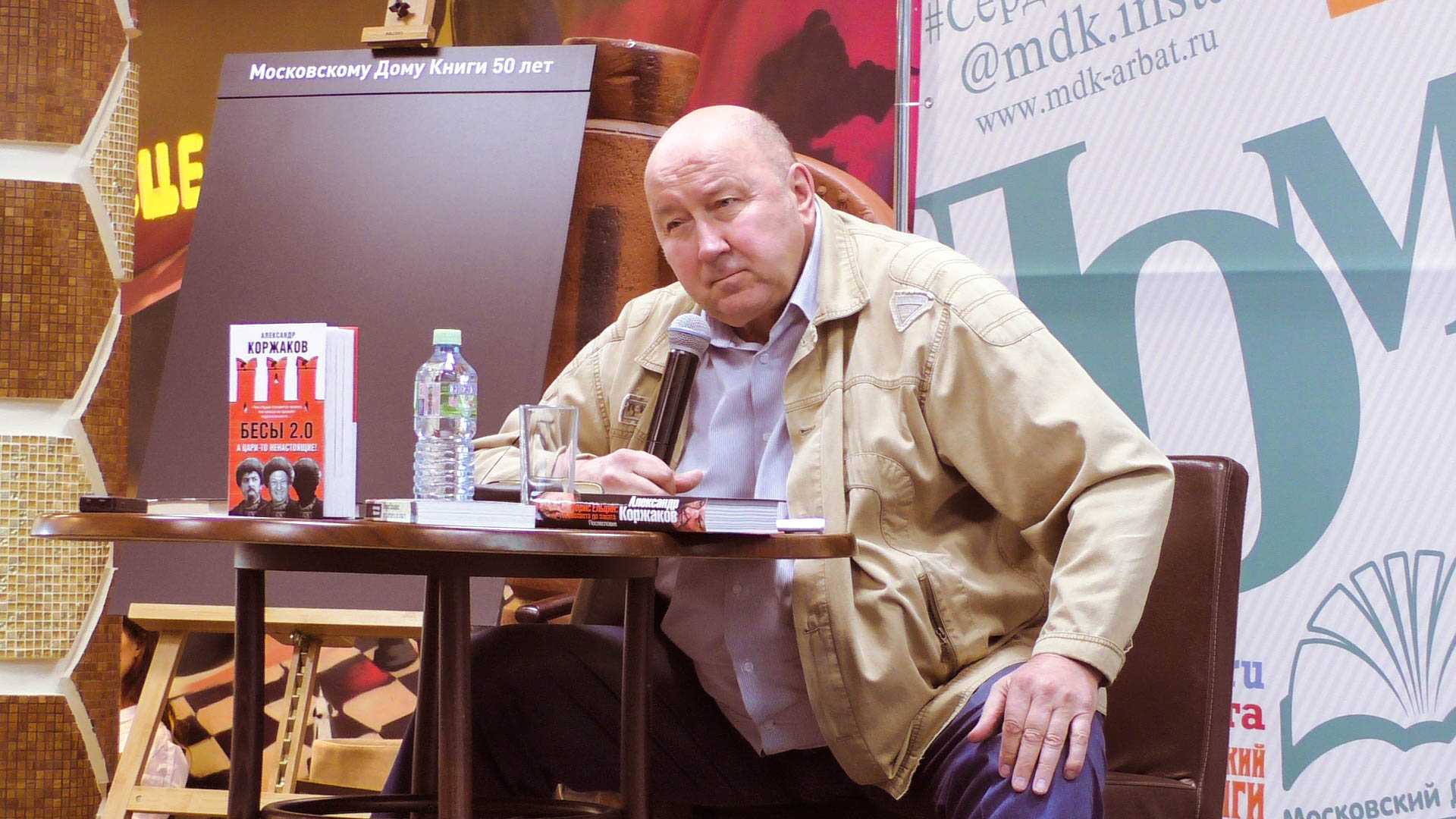
На презентации книги «Бесы 2.0», 2017

Коржаков неоднократно снимался в кино, исполнил роль начальника службы безопасности Короля в фильме Александра Абдулова «Бременские музыканты & Co» (2000) и генерала ФСБ в сериале Виктора Сергеева «Небо и земля» (2003). В 2004 году также снялся в сериале режиссёра Наны Джорджадзе «Только ты…»
Был консультантом художественного фильма В. Сергеева «Шизофрения».

## Образ в искусстве
Образ Начальника охраны президента был весьма популярен в книжных сериях-боевиках 1990-х годов, где он выступал как «Коржов» (Д.Корецкий «Антикиллер», «Акция прикрытия», «Основная операция», А.Константинов «Расследователь», Н.Самойлов «Ультиматум президенту»), «Коржиков» (А.Белов «Бригада. Грязные игры») или «Коржанов» (Н.Леонов «Бросок кобры», «Шакалы»).
- В фильме «Неизвестный путч / Завтра все будет по-новому» (2009) роль Коржакова исполнил актёр Дмитрий Титов.
- В фильме «Ельцин. Три дня в августе» (2011) роль Коржакова исполнил актёр Александр Терешко.
- В телесериале «Неподсудные» (2015) роль руководителя службы безопасности президента РФ Коржакова исполнил актёр Андрей Холопов
- В российской комедии «Пьяная фирма» (2016) в роли Коржакова актёр Алексей Кортнев.
- В телесериале «Секретные поручения» (2006) есть персонаж Коржов, начальник охраны президента России, которого сыграл актёр Владимир Матвеев.
- В фильме «Мёбиус» (2013) производства Бельгии, Люксембурга, Франции и России есть персонаж Александр Коржов, начальник охраны олигарха Ростовского. Эту роль исполнил актёр Алексей Горбунов.

## Награды и звания
Действительный член (академик), профессор и вице-президент ООО «Академия проблем безопасности, обороны и правопорядка», действительный член (академик) Общественной организации «Академия медико-технических наук». Писатель, автор книг «Борис Ельцин: от рассвета до заката» и «Бесы 2.0. А цари-то ненастоящие!». Награждён орденом «За личное мужество», медалями «В ознаменование 100-летия со дня рождения В. И. Ленина», «60 лет Вооружённых Сил СССР», «70 лет Вооружённых Сил СССР», «За безупречную службу», «Защитнику свободной России», почётной грамотой Тульской областной думы.

## Личная жизнь
- Первая жена — Ирина Семёновна (20 января 1950), имеет двоих дочерей:
  - Галина (15 июня 1973)[7].
    - внук Александр (сын Галины).
    - внучка Екатерина (дочь Галины).

  - Наталья (6 октября 1978)[24].
    - внук Иван (сын Натальи)[24].
- Вторая жена — Елена[25].

## Книги
- Коржаков А. В. Борис Ельцин: от рассвета до заката. — М.: Интербук, 1997. — 480 с. — 150 000 экз. — ISBN 5-88589-039-0.
- Коржаков А. В. Борис Ельцин: от рассвета до заката. Послесловие. — М.: Детектив-Пресс, 2004. — 552 с. — ISBN 5-89935-063-6.
- Коржаков А. В. Ближний круг «царя Бориса». — М.: Алгоритм, 2012. — ISBN 978-5-4438-0142-1.
- Коржаков А. В. Бесы 2.0. А цари-то ненастоящие!. — М.: Эксмо, 2017. — 384 с. — (Свидетель эпохи). — ISBN 978-5-699-98434-3.
- Коржаков А. В. Кремлёвские сказы. — М.: Эксмо, 2020. — ISBN 978-5-04-107758-7.